# Giuseppe Schininà di Sant'Elia
Giuseppe Schininà di Sant'Elia (Ragusa, 24 settembre 1850 – Ragusa, 2 dicembre 1922) è stato un politico italiano.
Fu senatore del Regno d'Italia nella XXI legislatura. Eletto sindaco di Ragusa superiore dal 1899.

## Biografia
Figlio del barone Mario Schininà di San Filippo (1828), famiglia di antica nobiltà della Contea di Modica, barone di San Filippo e del Monte, marchese di Sant'Elia (titoli riconosciuti con investitura del 20 ottobre 1805 e con D.M. del 25 aprile 1899), e della di lui cugina baronessa Marianna Arezzo di Donnafugata (1829) il 14 giugno del 1900 venne nominato senatore a cinquant'anni, con giuramento prestato il 2 luglio, relatore Antonino Prampero. Di sentimenti liberali, fu per molti anni tra i maggiori rappresentanti del partito moderato.
Fu sindaco di Ragusa superiore, dal 1899. Al Senato non fu molto attivo.
Era stato scelto per i requisiti della categoria 21 (persone che da tre anni pagano tremila lire d'imposizione diretta in ragione dei loro beni, o della loro industria).
Fu sposato alla nobildonna catanese Giovanna, figlia di Giuseppe Calì e Elena Paternò Castello, che con Federico De Roberto pare abbia avuto una liaison. Suo zio era Corrado Arezzo de Spuches di Donnafugata; era inoltre imparentato con Maria Schininà e Maria Paternò Arezzo.  
A Catania fece costruire dall'architetto Bernardo Gentile Cusa la villa Schininà di Sant'Elia, architettura eclettica di gusto classico-barocco. L'edificio fu demolito intorno al 1960.